# 福井県道256号福井港線
福井県道256号福井港線（ふくいけんどう256ごう ふくいこうせん）は福井県坂井市と福井市を結ぶ一般県道である。

## 路線概要
国道305号と福井港、福井臨海工業地帯（テクノポート福井）を結ぶ役割を担う県道である。しかし実際には全線において国道305号と併走しており、その役割はまったく無い。基本的に福井臨海工業地帯内の連絡路線という色の濃い路線である。また夏場混雑する国道305号の迂回路としての役割もあり、様々な目的の車両が通行する路線である。

### 路線データ
- 起点：坂井市三国町山岸（テクノポート福井口交差点）
- 終点：福井市白方町

## 通過する自治体
- 福井県
  - 坂井市
  - 福井市

## 道路状況
全線片側2車線に歩道が整備された快走路である。終点直前の1箇所を除いてほぼ全区間ストレートの路線である。そのため速度超過が問題となっており、等間隔に減速帯が設置されている。広い道幅が確保されていることもあり、混雑はほとんど見られず渋滞が起こることはまず無い。それに伴い国道305号も以前はこの区間は混雑の見られる区間であったが、この路線が開通してからは渋滞することは無くなった。直線区間では交差点も無く、心地よく走れる区間である。

## 接続路線
- 国道305号（国道365号重複）（福井市白方町、終点）

このほか直接接続していないが、起点のテクノポート福井口交差点と国道305号・福井県道20号三国春江線交点の山岸第2交差点との間は、臨港道路（福井港臨港3号道路）で結ばれている（約200 m）。

## 沿線
- 道の駅みくに - 登録路線は国道305号。
- 第八管区敦賀海上保安部福井海上保安署
- 福井臨海工業地帯
  - 福井国家石油備蓄基地
- テクノポート福井総合公園